# 玉港里
玉港里位於台南市北門區東側，包含路北的西埔內和路南的灰磘港兩大聚落。

## 簡介
玉港里為傳統農漁村，位於北門區東方，東接學甲區頭港聚落，北鄰本區蚵寮聚落，西與北門里因台17線道路相隔，南邊與仁里里及學甲區交界。
今玉港里包含西埔內和灰磘港兩聚落。戰後灰磘港設村，眾人對於村名多有想法，吳德認為可名為「占山」，意為「占山而居，世代興旺」；亦有人認為可以使用舊名「尖山」；陳興元則取名為「玉港」，希望「灰磘港變成玉」。後爭執不下，於是請南鯤鯓舊二王坐鎮天封宮賜筊，最後「玉港」雀屏中選成為村名。
西埔內早期由林姓與學甲鎮頭港吳姓宗親共同開墾。學甲鎮「頭港」昔稱「東埔」，由於西邊曾為海埔地，所以被稱為「西埔」，又聚落位於西埔之內而定名「西埔內」。西埔內原處低窪如湖，二戰後設村為「西湖村」，後以「西湖」之名各地皆有，為免重複而改為「麗湖村」，有「美麗西湖」之意，後併入玉港村。

## 人口
2023年，玉港里有8鄰329戶，男性人口394人，女性人口336人，共有730人。

## 學校
1961年（民國五十年），北門國小玉湖分校建立。為平衡當時玉港村（灰磘港）與麗湖村（西埔內）的紛爭，於是各取村名一字，即為北門國小玉湖分校。

## 相關連結
玉湖社區 （页面存档备份，存于）